# Liste der Naturdenkmale in Hausen am Bussen
| Naturdenkmale | Anzahl |
| ------------- | ------ |
| FND           | 0      |
| END           | 3      |
| Gesamt        | 3      |

Die Liste der Naturdenkmale in Hausen am Bussen nennt die verordneten Naturdenkmale (ND) der im baden-württembergischen Alb-Donau-Kreis liegenden Gemeinde Hausen am Bussen. In Hausen am Bussen gibt es insgesamt drei als Naturdenkmal geschützte Objekte, keines ist ein flächenhaftes Naturdenkmal (FND), alle sind Einzelgebilde-Naturdenkmale (END).
Stand: 31. Oktober 2016.

## Einzelgebilde (END)
| Name                          | Bild | Kennung     | Einzelheiten     | Position | Fläche Hektar | Datum         |
| ----------------------------- | ---- | ----------- | ---------------- | -------- | ------------- | ------------- |
| 1 Sommerlinde (Kirchhoflinde) | BW   | 84250550001 | Hausen am Bussen | ⊙        | 0,0           | 13. Juli 1999 |
| 2 Rotbuchen                   | BW   | 84250550002 | Hausen am Bussen | ⊙        | 0,0           | 13. Juli 1999 |
| 2 Sommerlinden                | BW   | 84250550003 | Hausen am Bussen | ⊙        | 0,0           | 13. Juli 1999 |
| Legende für Naturdenkmal      |      |             |                  |          |               |               |